# King’s College Taunton

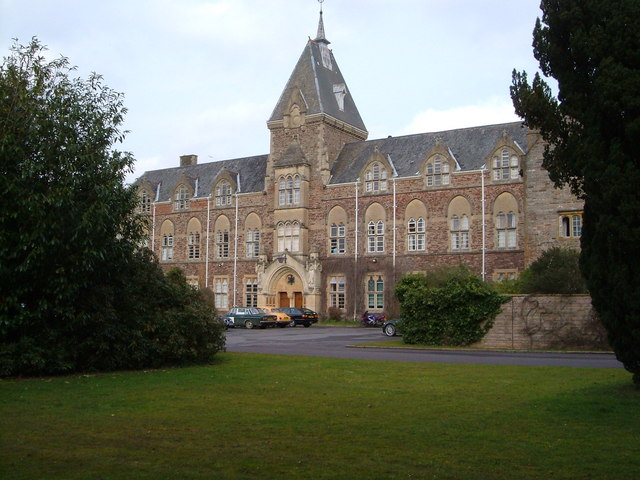
King’s College

King’s College Taunton ist ein privates Internat in Taunton in der südwestenglischen Grafschaft Somerset.

## Geschichte
Die vor ungefähr 125 Jahren gegründete Schule umfasst 420 Schüler im Alter von 13 bis 18. Davon leben ungefähr 320 Schüler als sogenannte „Boarder“ (Internatler) in der Schule. Es existieren sieben „Boarding“-Häuser: Bishop Fox, King Alfred, Woodard (nach Nathaniel Woodard) Tuckwell, Meynell, Taylor und Carpenter. All diese Häuser, plus Neates, welches nicht mehr existiert, waren „Boarding“-Häuser für Jungen bis in die frühen 1970er Jahre. Danach wurden  Meynell und Taylor „Boarding“-Häuser für Mädchen, Carpenter dann Mitte der 1990er.
Nach Mr. Ramsey übernahm Mr. Richard Biggs, der vorher der zweite Schulleiter des Lancing Colleges in West Sussex war, die Leitung der Schule im September 2007.

## Ausstattung
Das Internat ist mit einem geschätzten Privatvermögen von ca. 390 Mio. Pfund eine der reichsten Schulen Europas. Die Ausstattung der Schule beinhaltet Laboratorien,  ein Design Center, ein einzelnes Music-Department sowie ein großes Kunst-Department, eine Sporthalle mit Fitnessraum, eine Schwimmhalle, zwölf Rugbyplätze, drei Hockeyplätze, vier Cricketplätze, acht Tennisplätze, einen Park sowie mehrere Computerräume.
Zudem haben alle Räume SKY-Anschlüsse, WLAN sowie jedes Haus seinen eigenen TV-Raum.

## Auszeichnungen
- Der Schulchor hat 2007 bei „Songs of Praise“ von BBC den ersten Platz erhalten.
- Das Senior Rugby Team haben „The National Schools 7’s“ gewonnen.